# Nur Germen
Mehmet Nur Germen (Ankara, 5 marzo 1948 – Bodrum, 1º ottobre 2021) è stato un cestista e allenatore di pallacanestro turco.

## Carriera
Con la Turchia ha disputato i Campionati europei del 1975.
Da allenatore ha guidato la Turchia ai Campionati europei del 1993.

## Palmarès

### Giocatore
- Campionato turco: 1

Muhafızgücü: 1973-74

### Allenatore
- Campionato turco: 1

Galatasaray: 1984-85
- Coppa del Presidente: 1

Galatasaray: 1985